# Victoria Press
Victoria Press fue una imprenta que creó Emily Faithfull, junto con otras activistas feministas, en Londres en 1860 para procurar la formación de mujeres en oficios de los que se les había excluido como la profesión de cajista, la composición tipográfica y el manejo de las prensas.
Faithfull era miembro de la Sociedad para la Promoción del Empleo de las Mujeres (Society for Promoting the Employment of Women). Estaba convencida de que el trabajo como compositor podría ser un oficio adecuado para las mujeres que buscaban ocupación (en el siglo XIX, esta era generalmente una industria bien remunerada). Ella fundó la imprenta, y luego enseñó y contrató a otras mujeres como compositores para su negocio.
Victoria Press tuvo en contra al sindicato de impresores, desafió a la Asociación Tipográfica de Londres, quienes negaban el acceso de las mujeres al trabajo de la composición afirmando que ellas carecían de la capacidad mecánica y la inteligencia para ser compositores. Tuvieron que hacer frente a numerosos ataques aunque siempre contó con encargos, de manera que fue creciendo y se mantuvo en activo durante veinte años. Las publicaciones de su imprenta incluían The English Women's Journal (1860-1866), que promovía el empleo de mujeres. En 1863, comenzó a publicar mensualmente la revista The Victoria, en la que durante 18 años defendió de manera continua y ferviente el derecho de las mujeres al empleo remunerado. Victoria Magazine publicó 35 números.
Faithfull alzó la voz a favor del voto de las mujeres en The Times y fue nombrada impresora y editora de la Reina Victoria.